# Alte Kirche (Chemnitz-Harthau)

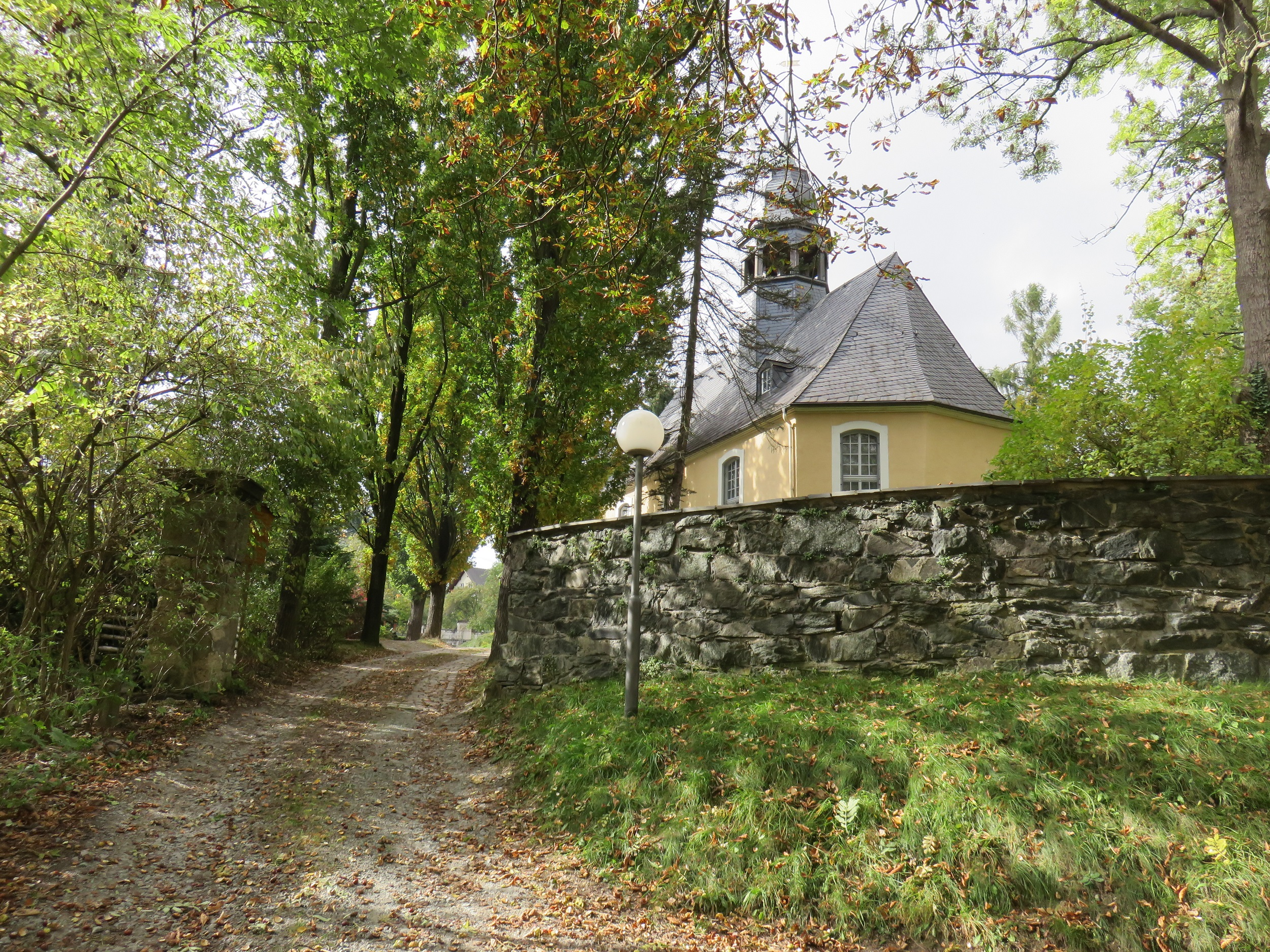
Alte Kirche am Kirchsteig

Die Alte Kirche von Chemnitz-Harthau – einem ehemaligen Dorf, das zu einem Stadtteil von Chemnitz geworden ist – stellt einen historisch bedeutsamen Kirchenbau dar. Es ist die alte Dorfkirche, die Ende des 19. Jahrhunderts zu klein für die wachsende Industriegemeinde geworden war und 1908 durch die viel größere Lutherkirche ersetzt wurde. Gleichzeitig wurde auch der alte Friedhof nicht mehr benutzt, denn bei der neuen Kirche wurde ein neuer Friedhof, der Bergfriedhof, angelegt. Seit 1990 wurde das dem Verfall preisgegebene Gebäude erneuert und renoviert. Es ist zusammen mit dem Kirchhof, seinem alten Baumbewuchs und wenigen, aufwendig gestalteten Grabmalen sowie einem neu aufgestellten Gedenkstein für die Fabrikantenfamilie Bernhard ein geschütztes Kulturdenkmal, also ein Ensemble, das unter Denkmalschutz steht (Denkmalnummer 09204823).

## Geschichte
Vermutlich waren die älteren Kirchenbauten für das kleine Dorf Harthau im Mittelalter immer aus Holz gefertigt. Im Jahr 1559 wird eine steinerne Kirche erwähnt; aus dieser Zeit ist noch ein Teil des Taufsteins vorhanden. 1682 wurde ein Altar von Christian Suttinger aufgestellt. Im Jahr 1872 wurde auf dem alten Kirchhof der Besitzer der Chemnitzer Kammgarnspinnerei, Carl Friedrich Solbrig, bestattet. Seine Grabstätte ist bis heute erhalten. Im Jahr 1904 hörte die Friedhofsnutzung auf, da es den Bergfriedhof gab. Am 23. August 1908 wurde der letzte Hauptgottesdienst in der Kirche gehalten; danach erfolgte der Umzug in die neue Lutherkirche.

## Umnutzung, Verfall und Erneuerung
Am Ende des Ersten Weltkriegs wurde aus der Alten Kirche eine Kriegergedächtniskapelle. Seit 1945, also nach dem Zweiten Weltkrieg, blieb die Kapelle unbenutzt und war dem Verfall preisgegeben. Erst 1990 begann man mit ihrer Erneuerung und Instandsetzung. Heutzutage dient sie als Veranstaltungs- und Konzertsaal.

## Teile des Kulturdenkmals
Das Kulturdenkmal Alte Kirche besteht aus einer Reihe von Teilobjekten:
- Das Gebäude mit seinem ortsbildprägenden Dachreiter
- Der Kirchhof mit seinem alten Baumbewuchs
- Ein paar alte Grabstätten, v. a. die der Familie Solbrig
- Denkmal für die Fabrikantenfamilie Bernhard

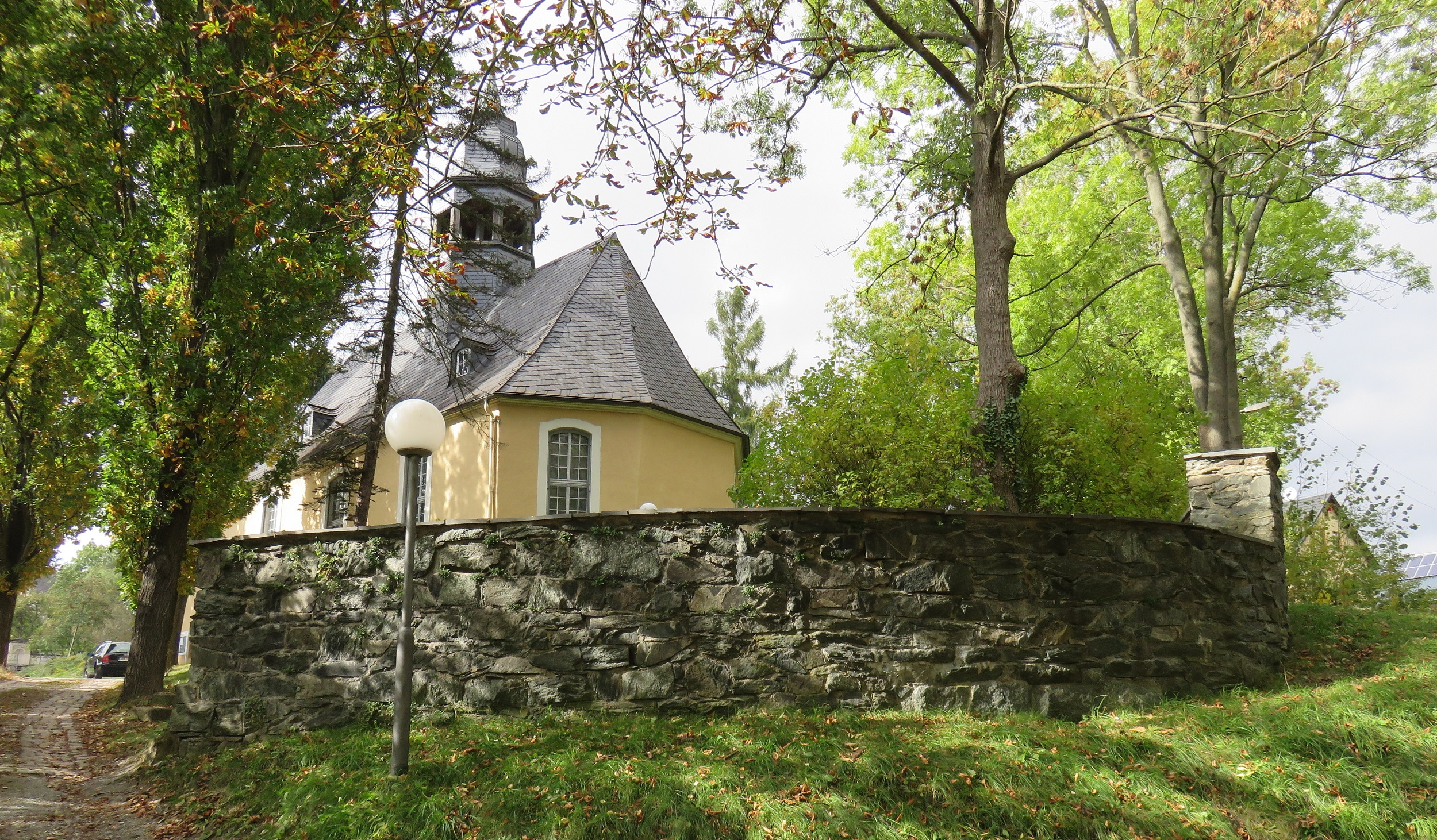
Alte Kirche am Kirchsteig
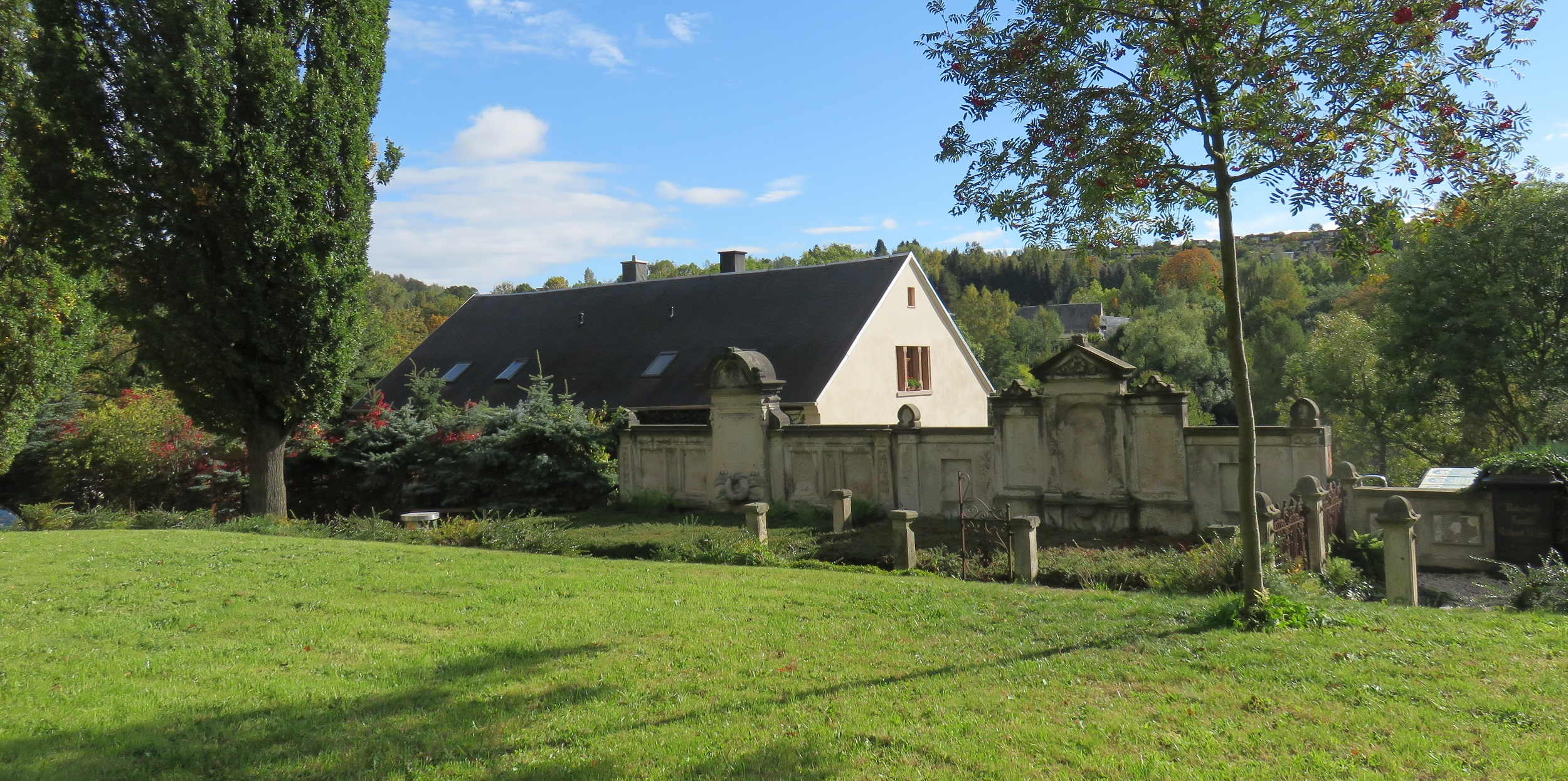
Grünfläche des Kirchhofs
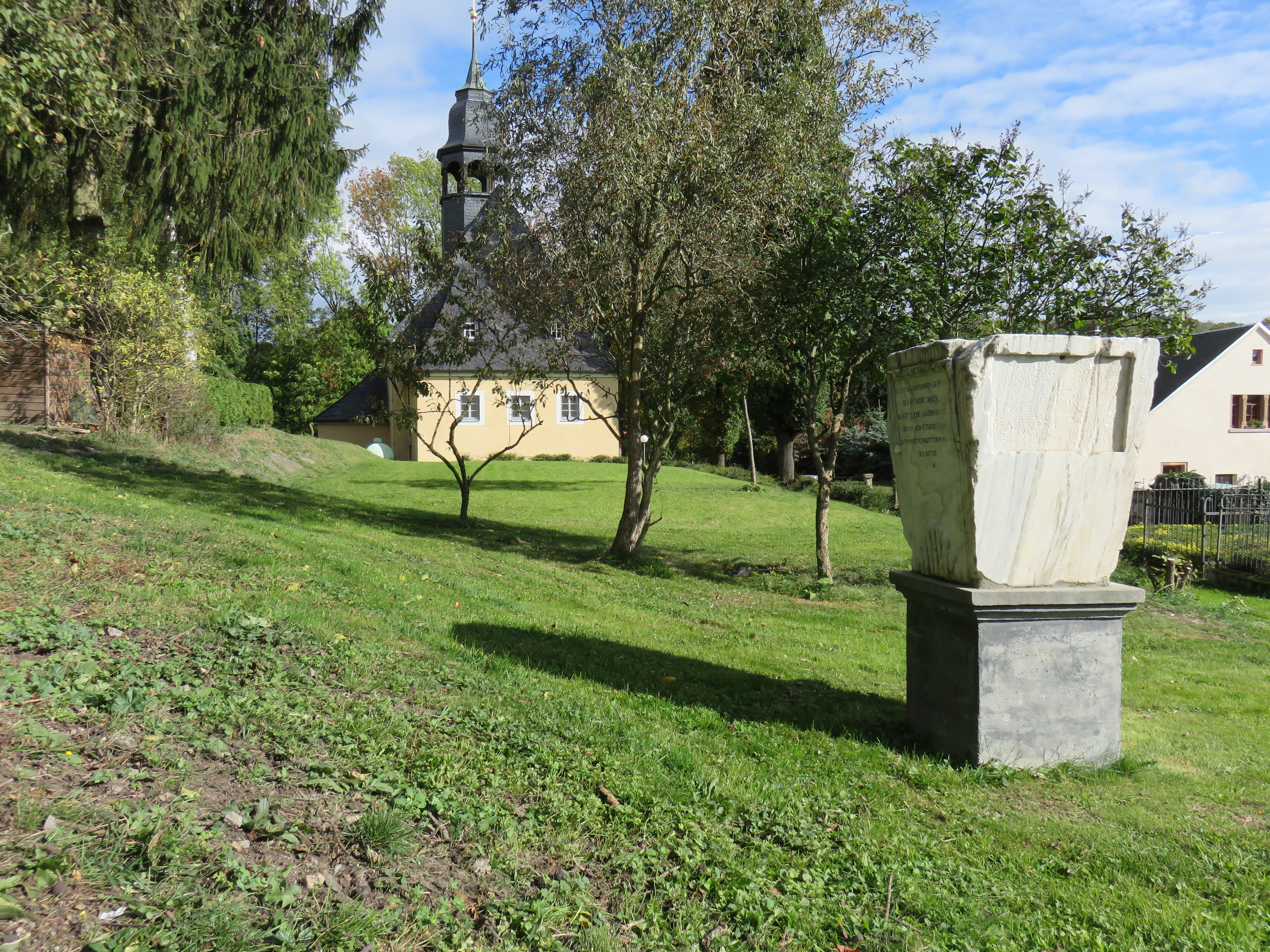
Alte Kirche mit Gedenkstein
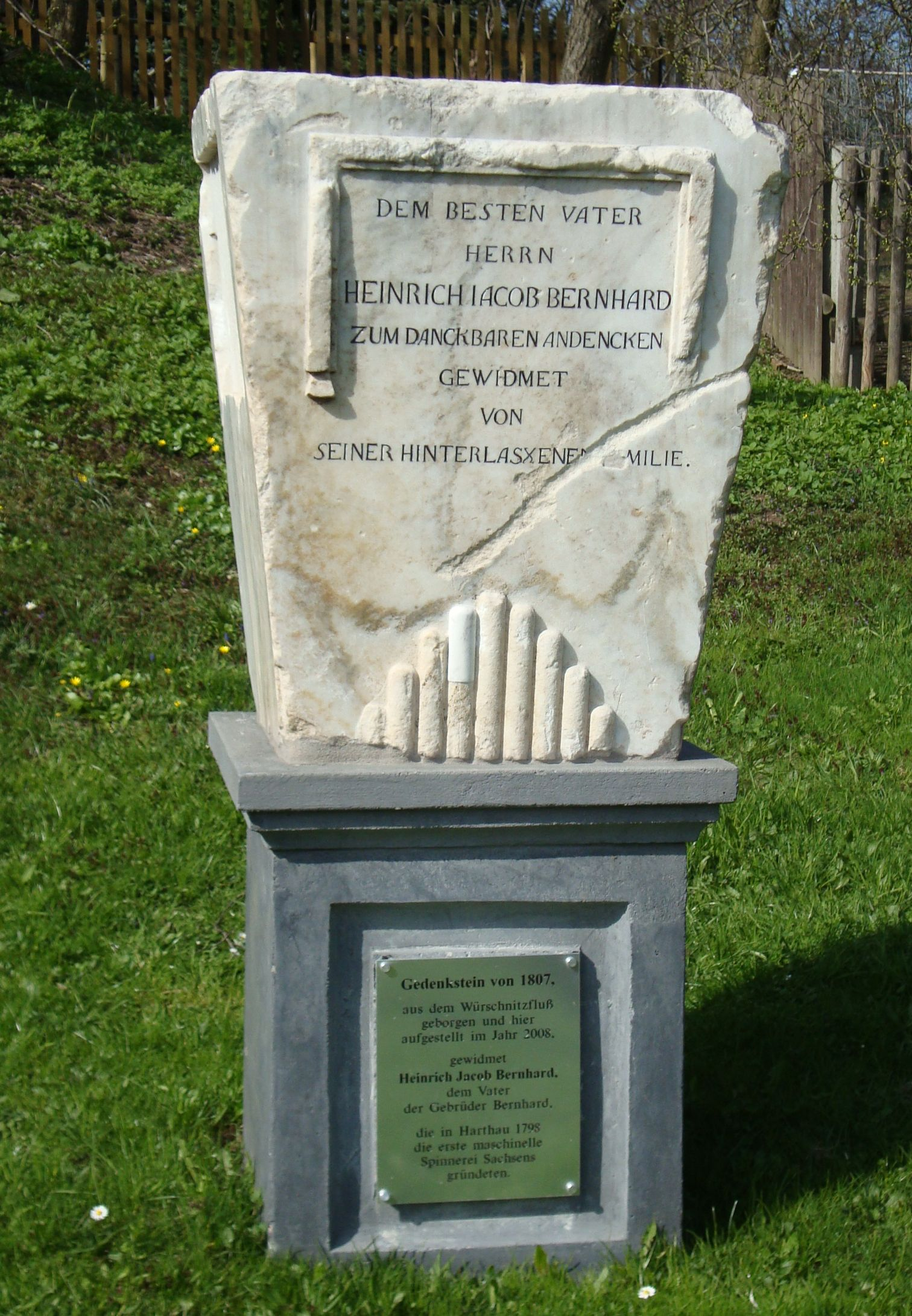
Gedenkstein für die Familie Bernhard
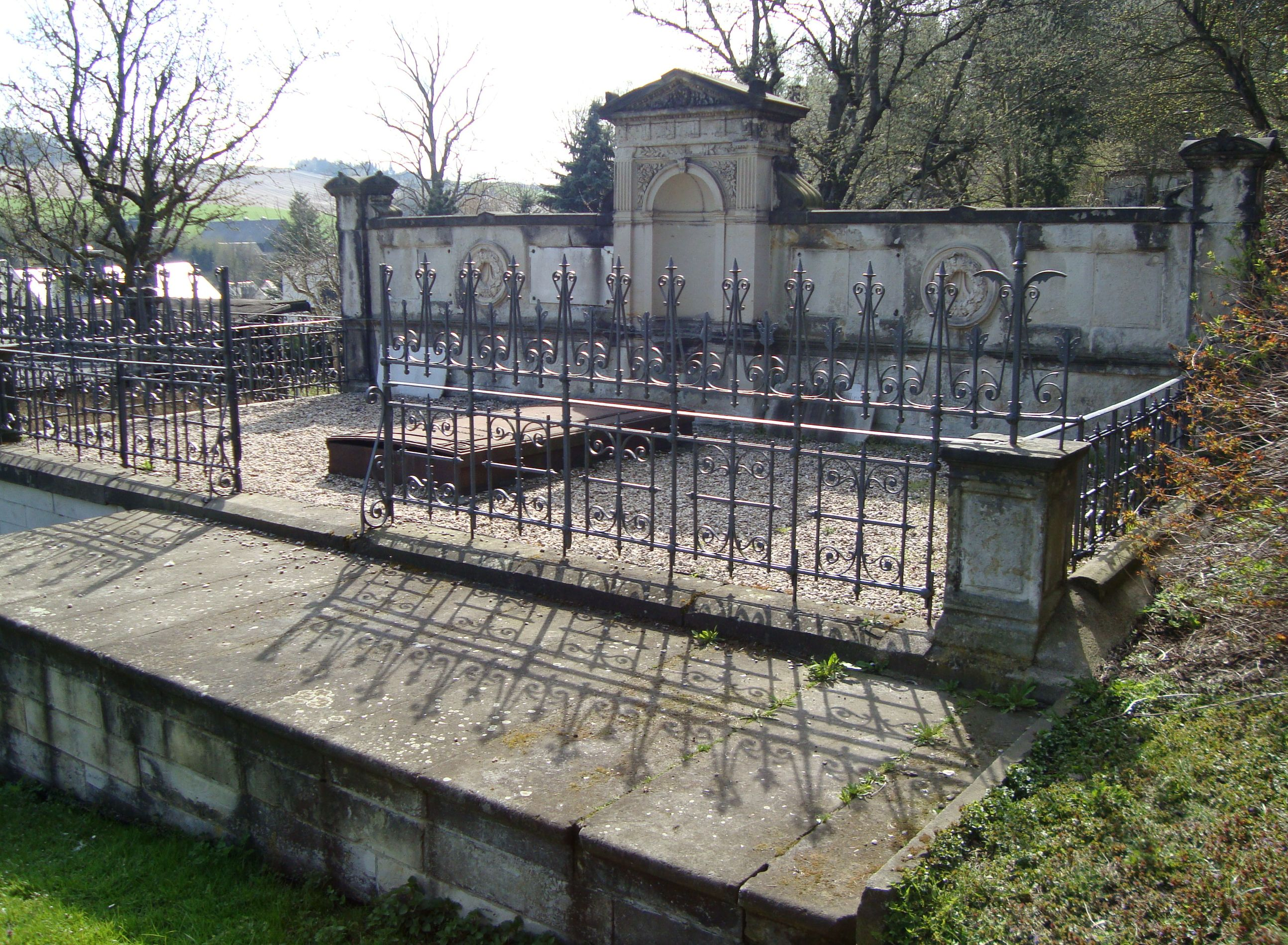
Grabanlage der Familie Solbrig
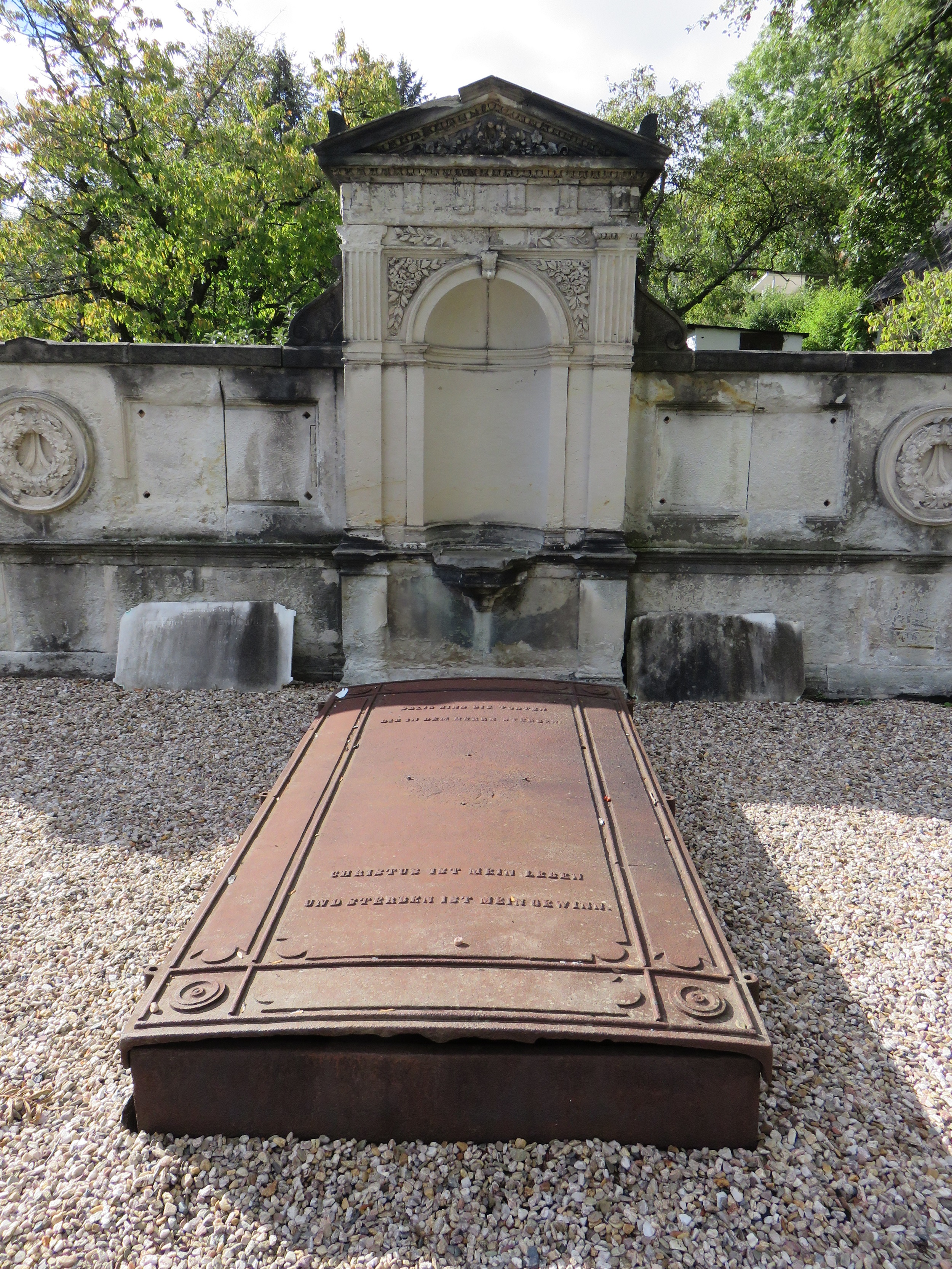
Grabanlage
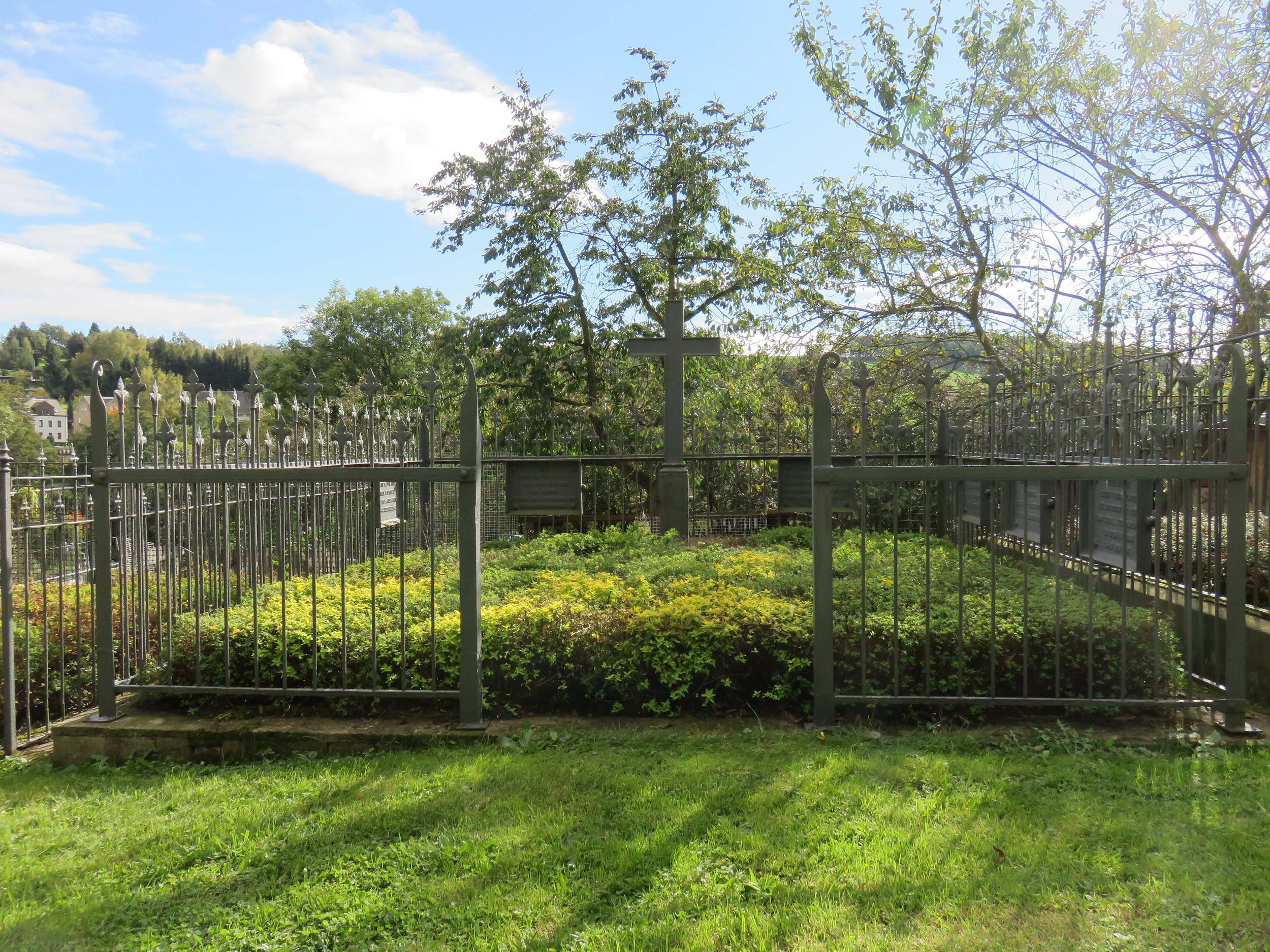
Grabanlage
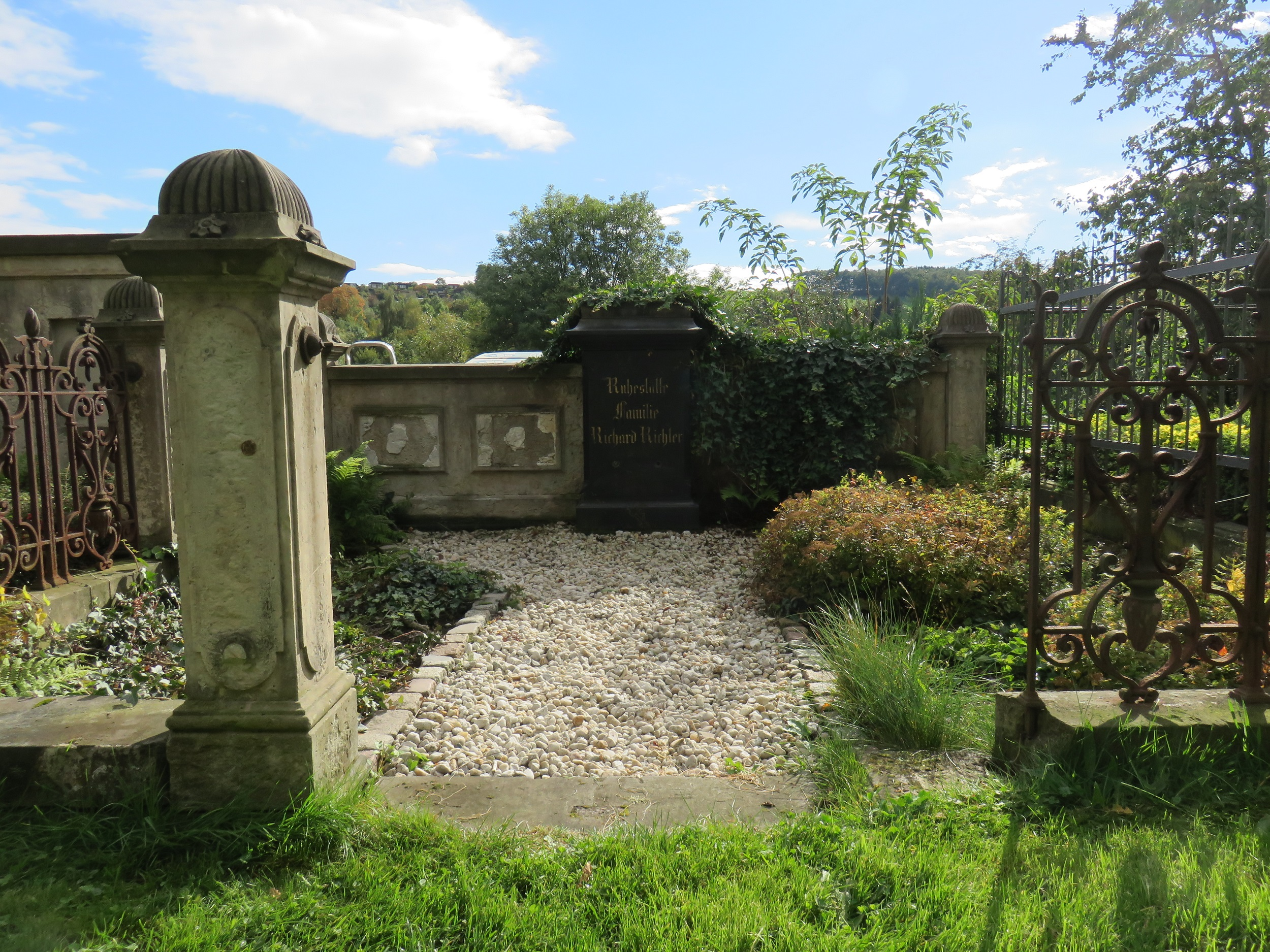
Grabanlage